# Андрій Олександрович Санґушко
Андрій Олександрович Сангушко (бл. 1454 — наприкінці 1534 або на початку 1535) — князь з несухоїзької гілки роду Сангушків. Староста володимирський, маршалок Волинської землі. Син Олександра Сангушковича та його першої дружини, внук Сангушка.

## Життєпис
28 травня 1498 р. був намісником у Крем'янці, перед 1500 р. одружився з княжною Марією — сестрою Костянтина Івановича Острозького. В другій половині 1500 р. через полон К. І. Острозького в московитів став опікуном його маєтків, намісником староств Брацлавського, Вінницького за дозволом Казимира IV Ягеллончика (був до повернення з полону 1507 р.). У 1502 р. полишив посаду кременецького намісника. У 1505 р. доглядав розмежування маєтків Острозьких і Заславських, 10 вересня в Острозі написано за його присутності акт. На межі 1507—1508 р. (перед 28 лютого) став володимирським старостою, замок Володимирський та його села були в заставі. 26 травня 1508 р. в Бересті Сигізмунд I Старий дав дозвіл на викуп замку (староства) з рук вдови Олександра (Федора) Янушовича за 1000 червоних золотих (мав заплатити 600 золотом, 400 монетою литовською). В привілеї записали право передачі замку вдові й дітям, вільного керування ним. У 1508 р. стеріг кордони з півдня (Сіверщина).
Засідав у раді великого князя, брав участь в Литовських, Волинських (наприклад, 19 квітня 1517 р., Луцьк) сеймах. Перед 21 травня 1522 р., в березні отримав посаду маршалка Волинської землі, у 1525 р. подав у відставку, 16 липня 1525 р. Сигізмунд І дав посаду сину Федору як виконувачу обов'язків, зберігаючи за А. О. Сангушком титул та доходи з посади. Про ці доходи на Луцькому старостві мав судові справи у 1523, 1525-26, 1530 р. із зятем — Федором Чорторийським. Був на Віленському сеймі восени 1529 р., 18 жовтня 1529 р. брав участь у поданні (затвердженні) кандидатури Сігізмунда Августа на трон ВКЛ. У 1531 р. передав посаду старости володимирського (став син Федір, 21 серпня). Остання публічна дія — суд земський 9 квітня 1534 р. у Володимирі-Волинському.
11 серпня 1502 р. поділив з братанком Андрієм Михайловичем спадок, став власником: Несухоєжі з присілками, села Грабово, Синово, Березово, Торговичі. Волость Коширська (Камінь-Каширський), Дубище з присілками і монастир св. Михайла у Володимирі (з його посілостями) поділили пополам. З берестейських маєтків отримав половину Сушна, млин у Влодаві. Поділ підтвердив 21 жовтня 1505 р. в Любліні король Олександр Ягеллончик, що не завадило новим процесам та угодам між ним та братанком (були в 1523, 1527 р.).
На замку у Володимирі збудував новий дім (1512—1513 р.). Відносно рідко мав конфлікти з підданими староства: поодинокі скарги 1512, 1524 р.; тільки 1534 р. було складне розбирання в суді (позов водночас на сина Федора). Пильнував своє право подавання кандидатур попів у володимирських церквах, був доброчинцем Печерської Лаври у Києві.
Помер наприкінці 1534 р. або на початку 1535 р. (перед 30 січня), був похований у церкві Богородиці Києво-Печерської Лаври.

### Сім'я
За Ю. Вольфом, Броніславом Горчаком, гербарієм Бонецького, мати всіх дітей — Марія Острозька. Влодзімеж Двожачек (Włodzimierz Dworzaczek) вважав, що друга дружина, мати Ганни Сапіги — Богдана Одинцевич. Діти:
- Роман — староста брацлавський, вінницький; 1517 р. загинув у битві з татарами;
- Федір — староста володимирський, вінницький, брацлавський, звенигородський, маршалок Волинської землі;
- Софія — дружина Федора Заславського, державця оршанського;
- Марія — дружина Юрія Гольшанського Дубровицького;
- Федора — дружина Богуша Михайла Боговитиновича;
- Василіса — дружина Андрія Друцького Сокольницького;
- Олена — дружина: 1) князя Петра Мосальського; 2) Станіслава Скопа;
- Ганна — дружина підляського воєводи Івана Сапіги;
- невідоме ім'я — дружина Федора Чорторийського.